# Попов, Сергей Петрович (музыкант)
Серге́й Петро́вич Попо́в (15 августа 1914 — 31 мая 2012) — советский и российский трубач, солист государственного симфонического оркестра СССР, большого симфонического оркестра Всесоюзного радио и телевидения и ансамбля песни и пляски Советской армии, заслуженный артист РСФСР (1962).

## Биография
С 1931 по 1933 год Сергей Попов учился в Киевской консерватории. С 1933 по 1935 год он был солистом Образцового духового оркестра ЦДКА, с 1935 по 1937 — симфонического оркестра ЦДКА под управлением Льва Штейнберга.
С 1937 по 1941 год Попов занимал место солиста государственного симфонического оркестра СССР, в 1944—1949 годах выступал в ансамбле песни и пляски Советской армии им. Александрова. С 1949 по 1975 Сергей Попов был солистом большого симфонического оркестра Всесоюзного радио и Центрального телевидения. В 1962 году ему было присвоено звание заслуженный артист РСФСР.
Сын Сергея Попова ― Валерий Попов, фаготист, профессор Московской консерватории.

## Творчество
Народный артист СССР дирижёр Геннадий Рождественский называл Сергея Попова одним из видных представителей советской школы музыкантов-исполнителей на духовых инструментах. По мнению Рождественского, его: 
... манера игры, безграничная виртуозность, «золотой» уникальный звук оставляли незабываемое впечатление от каждого выступления.
. В особенности удавались Попову сольные эпизоды трубы в «Поэме экстаза» Александра Скрябина.

## Дискография
- Виртуозы оркестра. Труба Архивная копия от 18 февраля 2008 на Wayback Machine. Произведения С. Н. Василенко, А. Н. Пахмутовой, Д. Д. Шостаковича, А. Н. Скрябина в исполнении Сергея Попова в записи 1950―60-х годов